# 文东旭
文东旭（1965年—2021年），女，广西灌阳人，中华人民共和国政治人物，中国共产党党员，研究生学历，理学硕士学位，主任药师，曾任广西壮族自治区药品监督管理局党组书记、局长。

## 生平
文东旭本科毕业于武汉大学化学系有机化学专业。研究生毕业于中国科学院上海药物研究所有机化学专业。1986年6月加入中国共产党。1989年9月参加工作，历任广西食品药品检验所副所长，广西食品药品监督管理局药品认证审评中心主任，广西食品药品监督管理局副局长，广西卫生和计划生育委员会党组成员、副主任（兼）。2018年11月15日，任广西壮族自治区市场监督管理局党组成员，广西壮族自治区药品监督管局党组书记、局长。
2021年1月10日，其独子因抑郁症坠楼身亡。2021年1月11日22时许，因独子去世造成的精神压力，自行坠楼而去世。